# Fajanse Wolffa i Bernardiego

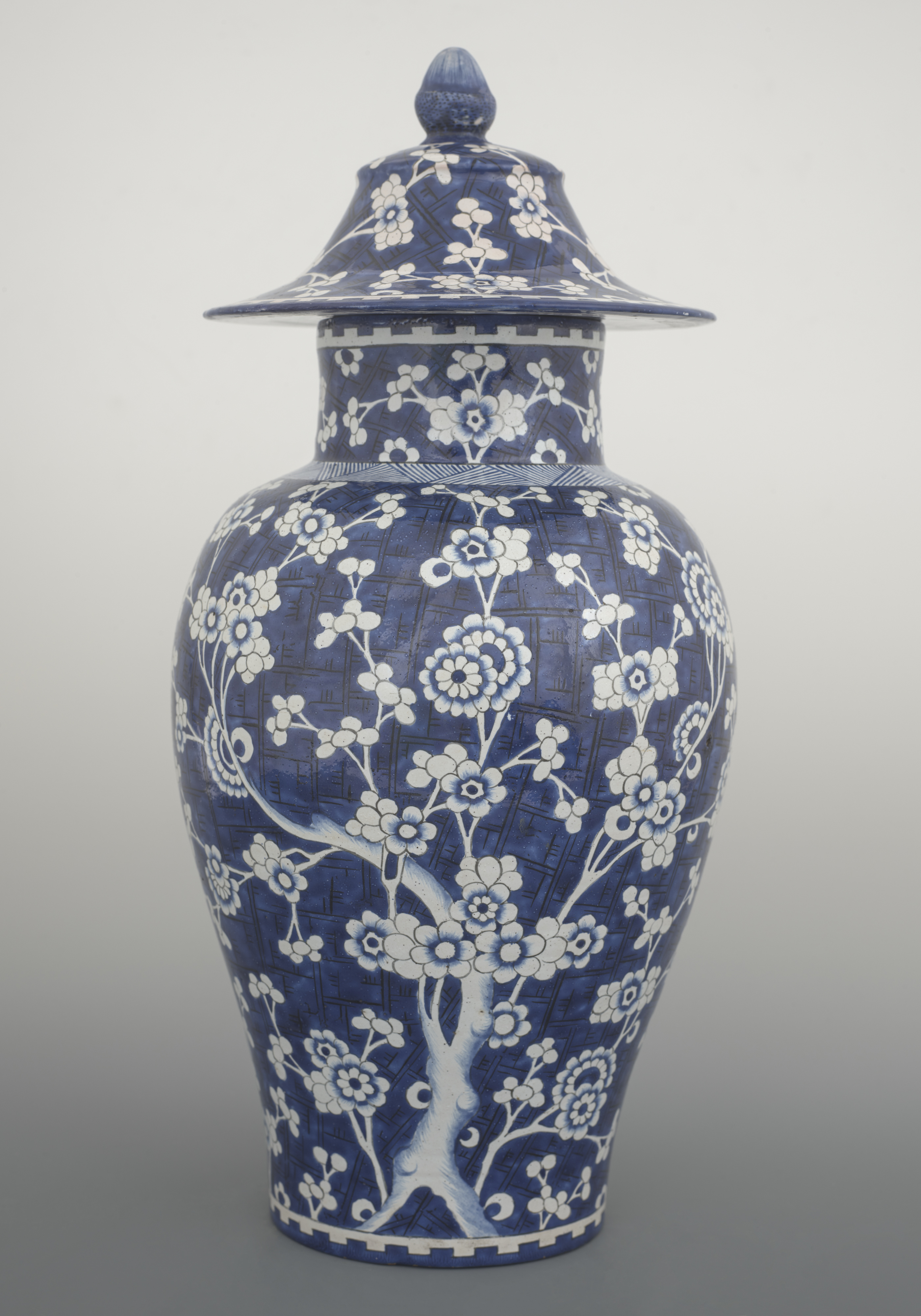
Wazon z pokrywką, 1780–1783. Muzeum Narodowe w Krakowie

Fajanse Wolffa i Bernardiego – wyroby fajansowe produkowane na Bielinie w latach okolo 1779 do około 1800 w manufakturze (farfurni) założonej przez Saksończyka Karola Wolffa i Włocha Bernardiego.
Pierwsze wiadomości o manufakturze na Bielinie, która mieściła się przy dzisiejszej ulicy Królewskiej, pochodzą z 1779 roku. W 1783 roku Bernardi zmarł, ale Wolff nadal prowadził wytwórnię. W tym samym roku udało mu się przejąć część urządzeń, form i półfabrykatów, jak również prawdopodobnie pracowników, po zlikwidowanej manufakturze belwederskiej. W związku z powyższym spotyka się tu te same kształty wazonów kielichowatych lub wazonów z pokrywą. Nowością jest jedynie wprowadzenie obok pokrywy kopulastej, także w kształcie pagody. Wazka zachowana w Muzeum Narodowym w Krakowie świadczy o tym, że w manufakturze Wolffa wyprodukowano również pewną liczbę naczyń o kształtach i dekoracji typowych dla klasycyzmu, niespotykanych w przypadku fajansów belwederskich. W odróżnieniu od Belwederu, w przypadku Bielina często stosowano barwne tło dla malatur. Na ciemnobrązowym, czekoladowym lub niebieskim tle malowano dekoracje w stylu chinoiserie. Na zlecenie króla wykonano również wazy, tzw. etruskie, malując je na kolory stosowane w ceramice greckiej. Znajdujące się w Muzeum w Wilanowie bielińskie filiżanki kremowego koloru są prawdopodobnie pierwszymi przykładami fajansu delikatnego w Polsce. Około 1800 roku manufaktura została zamknięta.

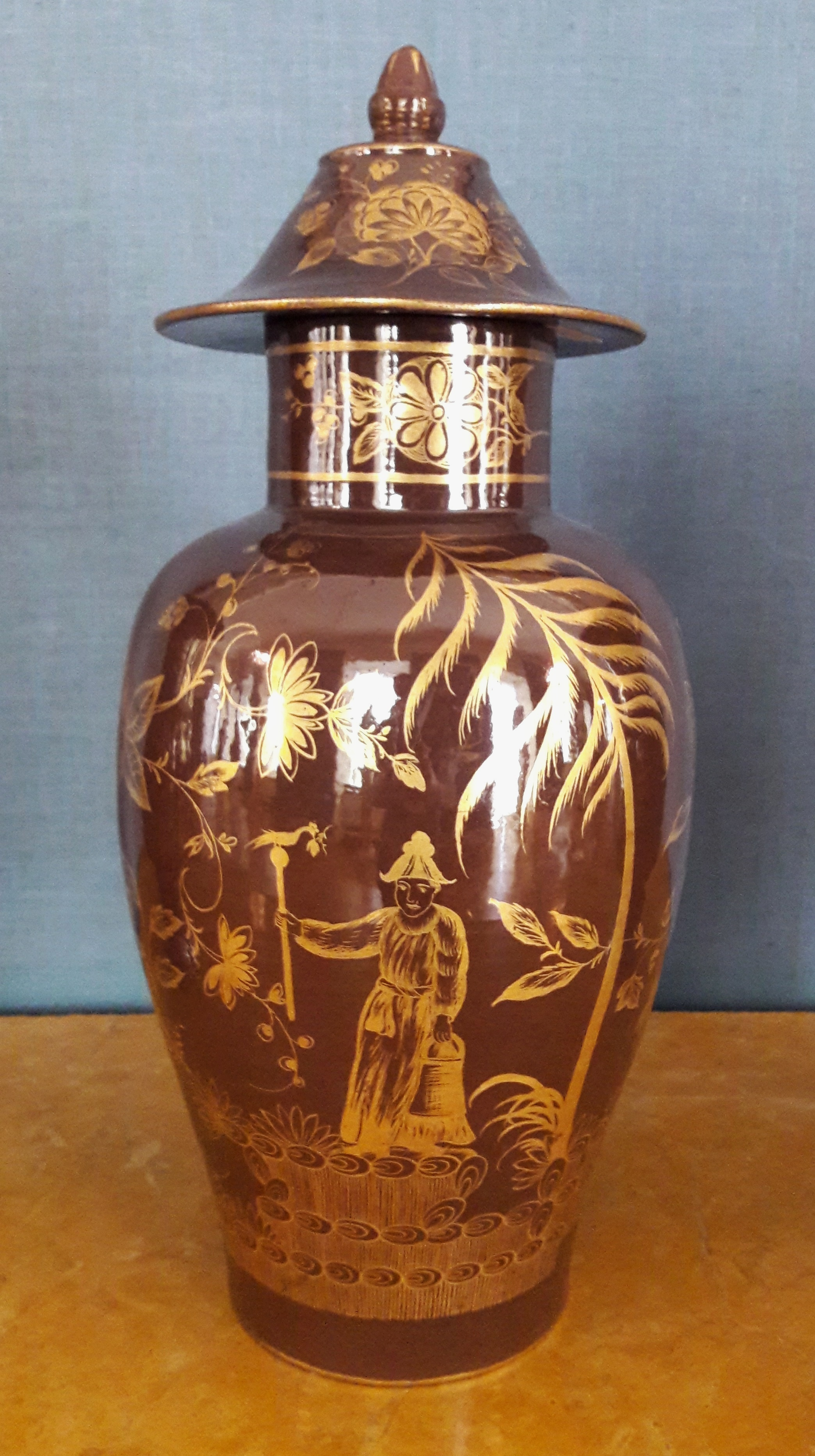
Wazon czekoladowy w stylu chinoiserie. Muzeum Narodowe w Warszawie
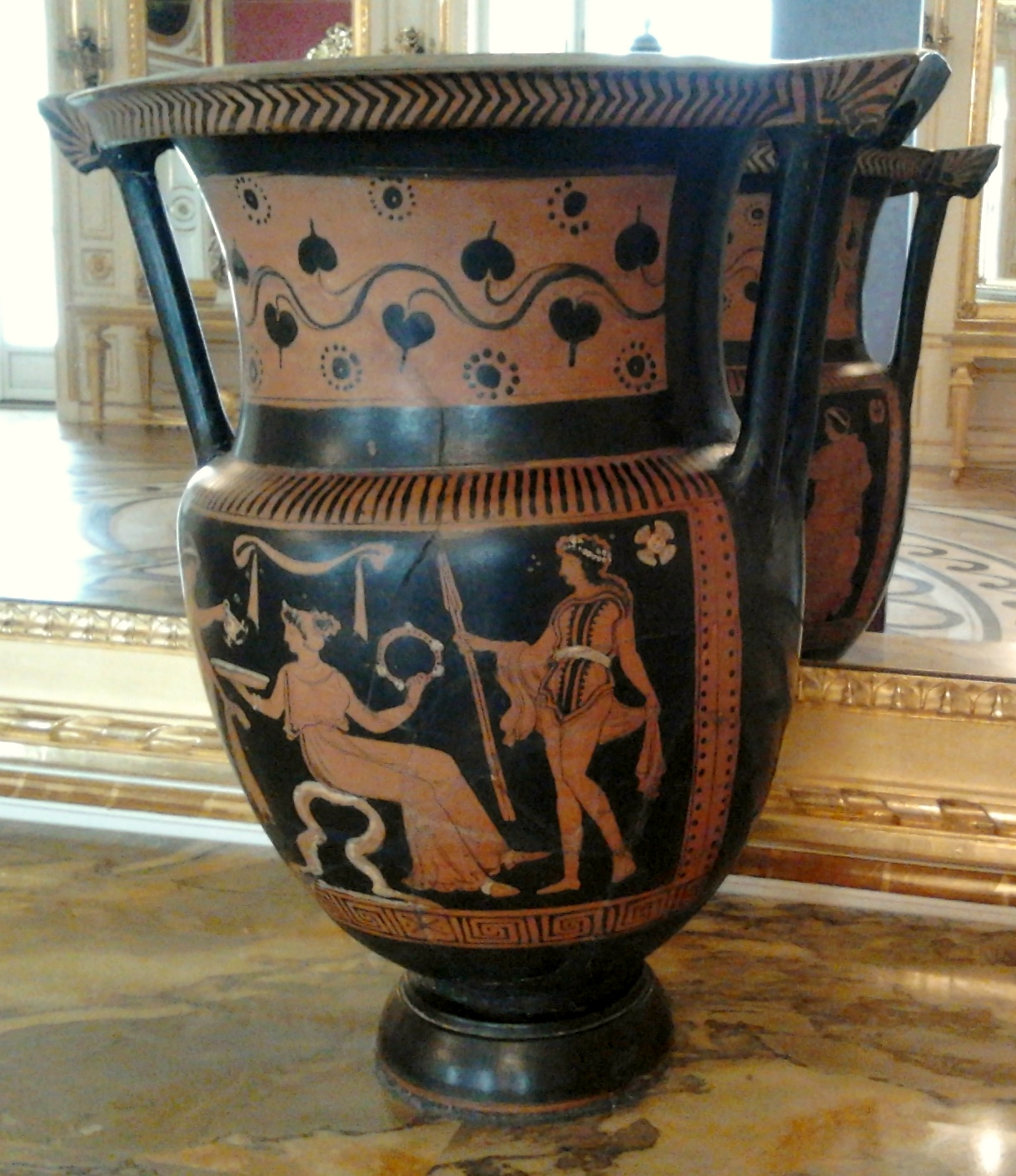
Waza „etruska”. Zamek Królewski w Warszawie
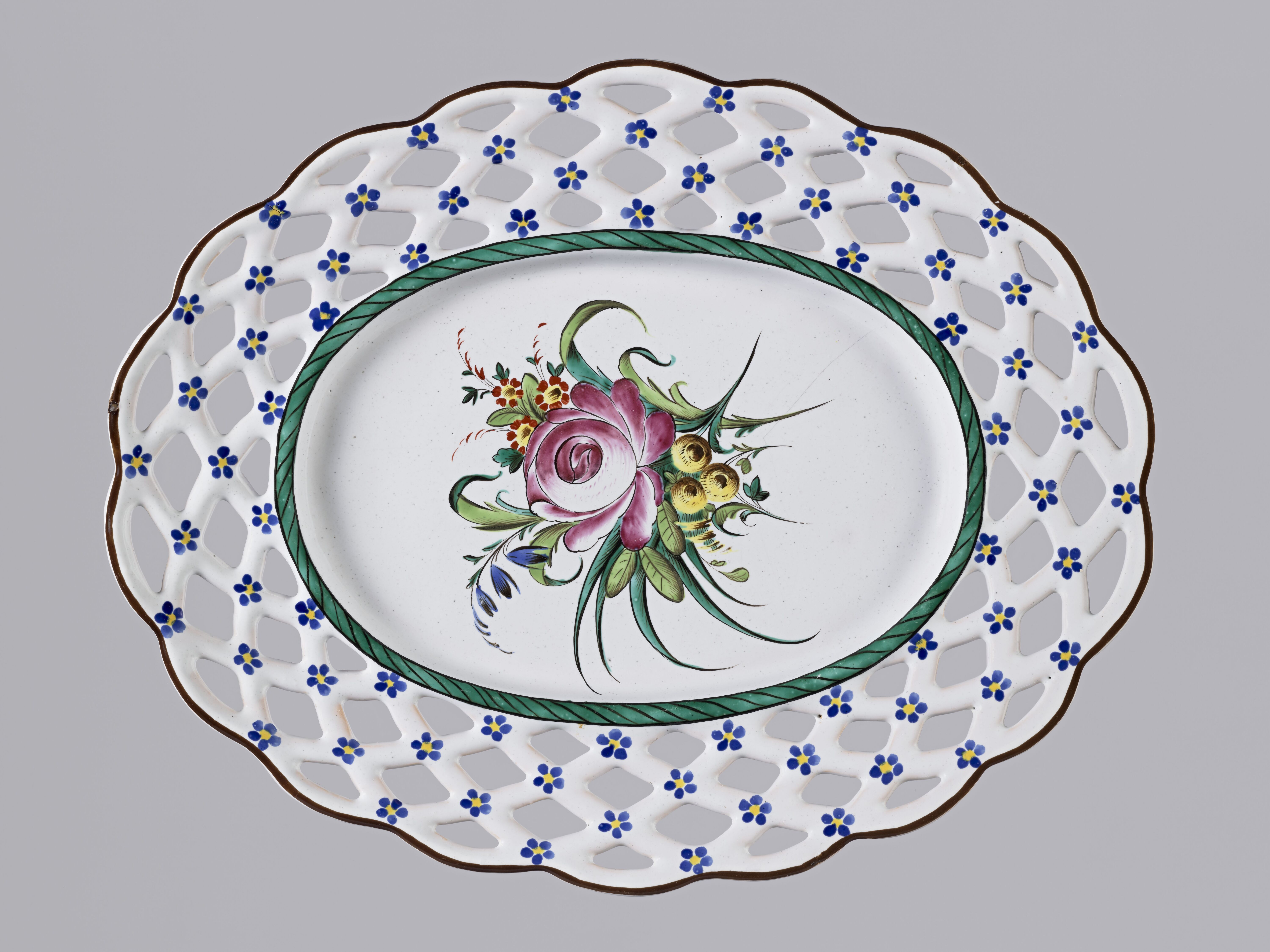
Półmisek owalny. Muzeum Narodowe w Warszawie
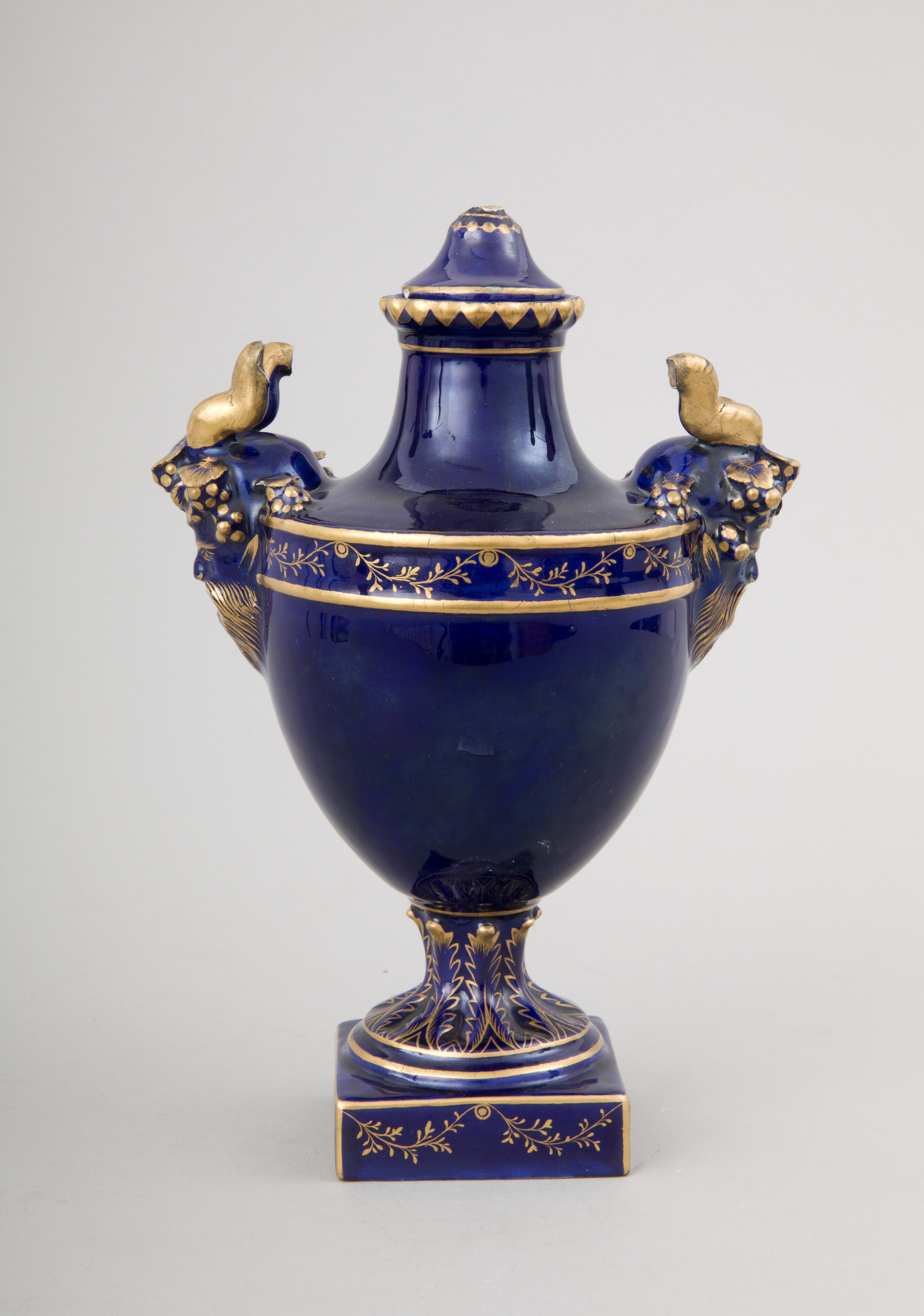
Wazka w stylu klasycznym, ok. 1800. Muzeum Narodowe w Krakowie